# Église Saint-Pierre de Saint-Pierre-les-Bois
Pour les articles homonymes, voir Église Saint-Pierre.
L'église Saint-Pierre est une église catholique située sur la commune de Saint-Pierre-les-Bois, dans le département du Cher, en France.

## Historique

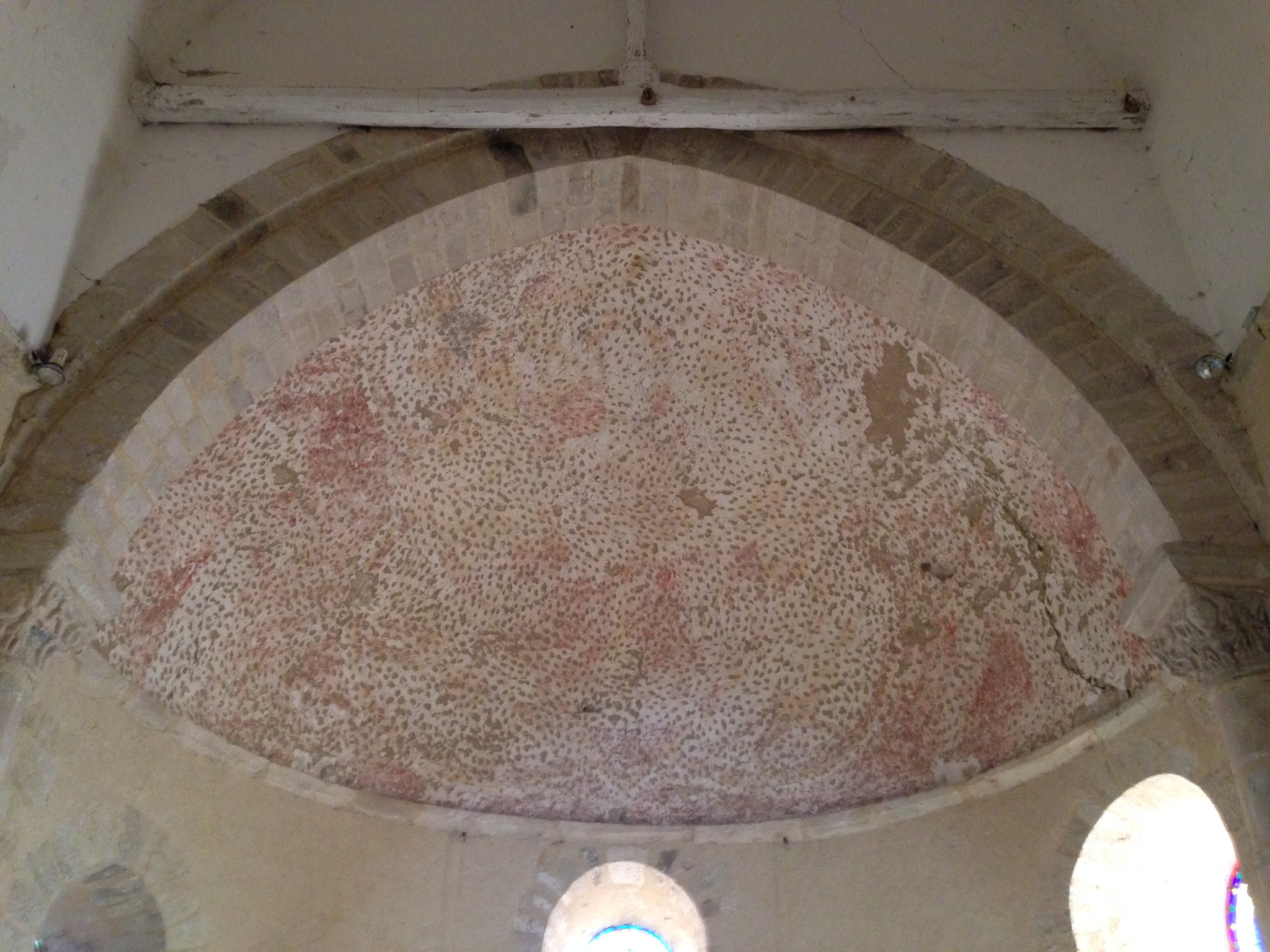
Cul-de -our de l'église, très abîmé.

L'édifice est inscrit au titre des monuments historiques en 1926.
L'église a fait l'objet d'une restauration entre juillet 2011 et mai 2012, sur les façades nord et ouest (consolidation du pilier gauche, réfection de la toiture, crépis extérieur et joints, pignons du chœur).

## Description

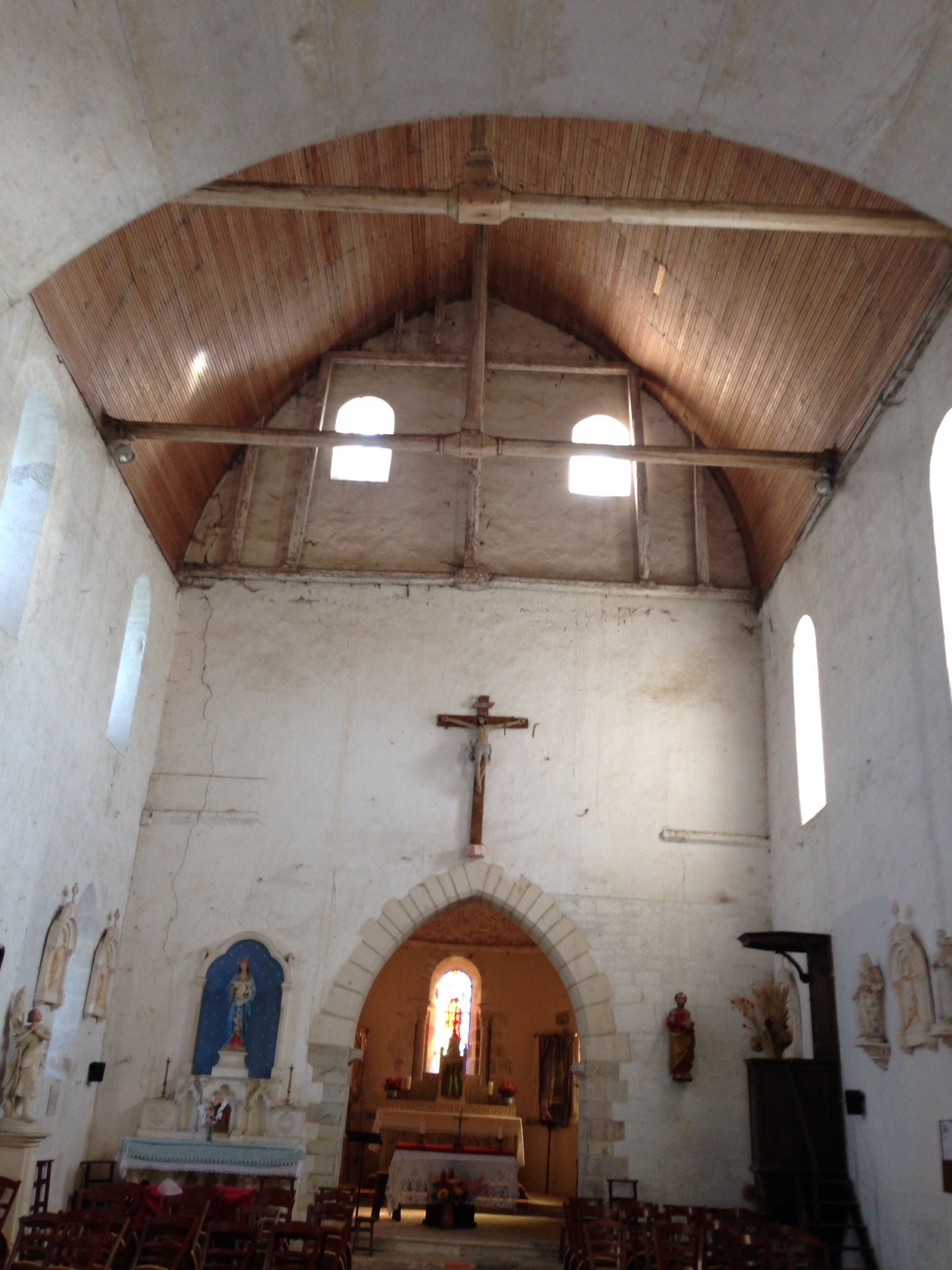
Nef et voûte en berceau de bois refait au XVIe siècle.

L'église Saint-Pierre date de la deuxième moitié du XIIe siècle. Elle est composée d'une nef unique très large. Le chœur s'ouvre sous un arc triomphal brisé, surmonté de deux petites fenêtres plein cintre. La nef n'a jamais été voûtée ; elle est recouverte d'un berceau de bois refait au XVIe siècle. L'abside en hémicycle est couverte d'un cul-de-four et séparée du chœur par un doubleau monté sur deux colonnes engagées aux chapiteaux sculptés représentant des personnages et des monstres. À l'extérieur, le portail occidental, légèrement brisé, à double rouleau, est décoré de sculptures. Le  tympan est orné d'une statuette de saint Pierre de XIVe siècle. 

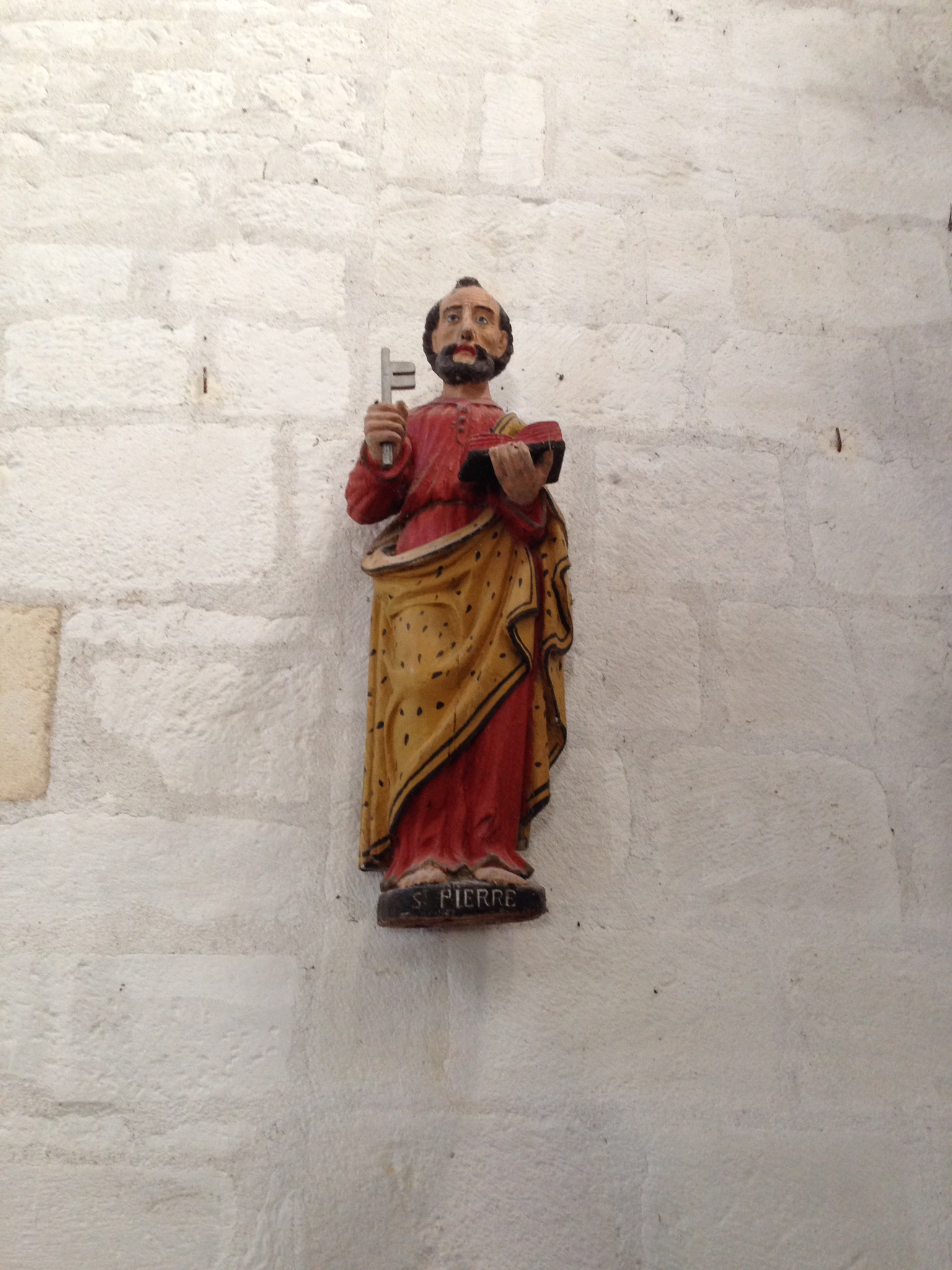
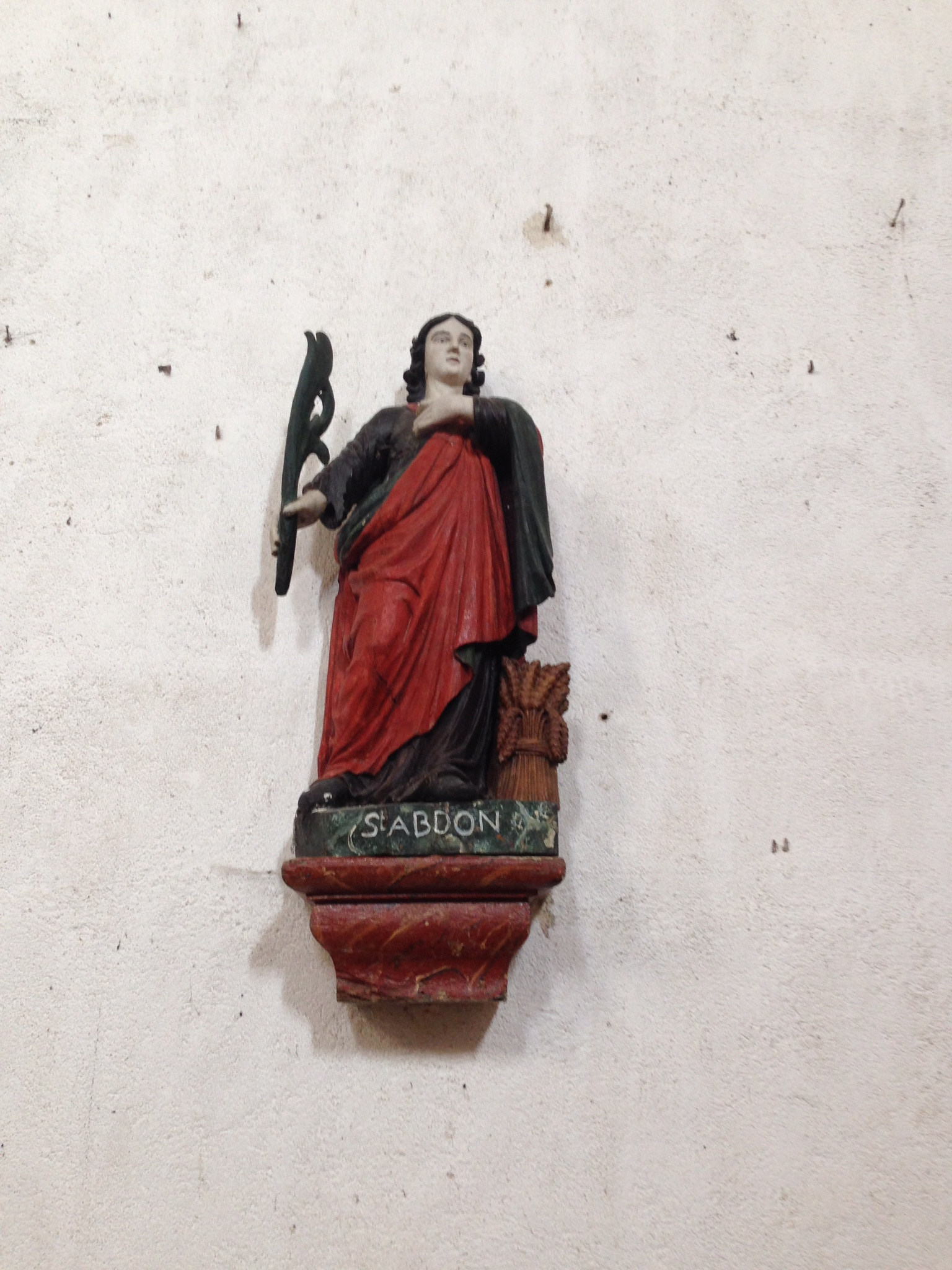
Saint Abdon.
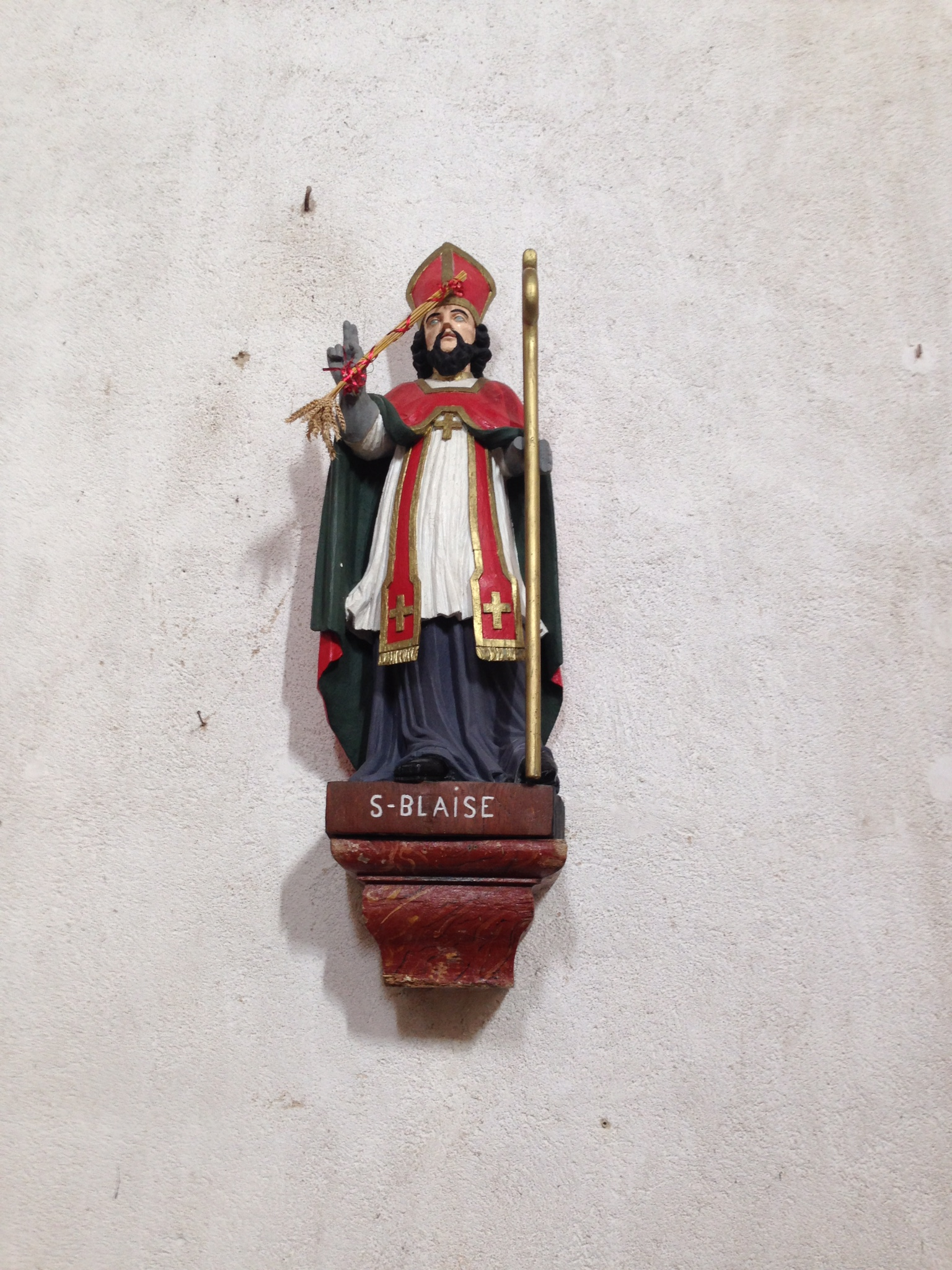
Saint Blaise.